# Limaysaurus
Limaysaurus là một chi khủng long, được Salgado Garrido S. E. Cocca & J. R. Cocca mô tả khoa học năm 2004.